# Таныпский говор
Таныпский говор — один из говоров северо-западного (западного) диалекта башкирского языка.

## Ареал распространения
Таныпский говор распространен на территории Балтачевского, Бирского, Бураевского, Мишкинского, Татышлинского, а также частично Аскинского и Дюртюлинского районов Республики Башкортостан. Носителями таныпского говора являются башкиры родов ирэкте, канглы, тазлар и танып.

## История изучения и классификация
В 1933 году учёными был проведён сбор и анализ диалектологического материала в населённых пунктах Янаульского района (ныне — Янаульский и Татышлинский районы Башкортостана), а в 1934 году — Караидельского района Башкирской АССР (ныне — Аскинский и Караидельский районы РБ). Эти данные позволили атрибутировать местные говоры как башкирские. В 1940 году на конференции диалектологов был выдвинут тезис о существовании трёх диалектов башкирского языка.
В 1954 году под руководством Т. Г. Баишева была организована научная экспедиция в Аскинский, Балтачевский, Бураевский и Янаульский районы Башкирской АССР. Материалы данной экспедиции были использованы в монографии языковеда Т. Г. Баишева «Башкирские диалекты в их отношении к литературному языку», в которой северо-западный языковой ареал был разделен на две зоны:
- «диалект с» — соответствие звука [с] трём звукам башкирского литературного языка — [с], [ҫ] и [һ].
- «диалект ҙ» — устойчивое и более чем в башкирском литературном языке широкое функционирование звука [ҙ].

1960—1980 годах проводились исследования по изучению разговорной речи северо-западных башкир, их результатом стали «Словарь башкирских говоров. Западный диалект» и монография языковеда С. Ф. Миржановой «Северо-западный диалект башкирского языка». В 2008 году диалектологом 3. Ф. Зайнашевой была защищена кандидатская диссертация на тему «Языковые особенности таныпского говора башкирского языка», где утверждается что таныпский говор берет начало от древнебашкирского языка, который не подвергался второй кыпчакизации и тем самым сохранил многие архаичные формы, а также, что данный говор очень тесно связан с айским говором восточного и дёмским говором южного диалектов башкирского языка.

## Лингвистическая характеристика

### Фонетика
Характерной особенностью таныпского говора является:
- сохранение общетюркского [с] вместо употребления [ҫ] и [һ]: диал. кай[с]ы — лит. ҡай[һ]ы (который), диал. и[с]ке — лит. и[ҫ]ке (старый) и т. д.
- выпадение согласного [һ] в арабизмах: диал. []ауа — лит. [һ]ауа (воздух) и т. д.
- употребление мягкого согласного [ж] вместо [й] в начале слов: диал. [жа]урын — лит. «[я]урын» (плечо) и т. д.
- переход сочетания [өй] в [ү]: диал. [ү]рәнеү — лит. [өй]рәнеү (учиться), диал. [ү]рдәк — лит. [өй]рәк (утка) и т. д.
- монофтонгизация дифтонгов [ай], [ый], [ау], [еү]: диал. ка[ч]ы — лит. ҡ[ай]сы (ножницы), диал. к[ү]әт — лит. ҡ[еү]әт (мощь) и т. д.; кроме того в некоторых словах наблюдается обратное явление монофтонгизации: диал. ҡыйлану — лит. ҡыланыу (представляться), диал. нейә — лит. ниңә (почему), диал. мейә — лит. миңә (мне) и т. д.[8]

Также в говоре употребляется специфический звук [с’] при спорадическом использовании общетюркских [с] и [ч]: диал. ө[с’] — лит. ө[с] (три), диал. [с’]ит — лит. [с]ит (чужой), диал. [с’]ә[с’]еү — лит. [с]ә[с]еү (посев) и т. д.
В говоре зафиксировано функционирование согласного [ҙ]: диал. а[ҙ]ау теш — лит. а[ҙ]ау теш (коренной зуб), диал. тәр[ҙ]ә — лит. тә[ҙ]рә (окно) и т. д.

### Грамматика
В говоре наблюдается ряд отличий от литературного языка в употреблении падежных форм.
| Склонение слов в таныпском говоре |                   |                 |                 |                 |                |
| Именительный                      | мин (я)           | син (ты)        | ул (он)         | бодай (пшеница) | кеше (человек) |
| Родительный                       | минең             | синең/синен     | аның            | бодайның        | кешенең        |
| Дательный                         | миңә/мейә/мейәргә | сиңә/сиә/сиәргә | аңа/аңар/аңарга | бодайга         | кешегә         |
| Винительный                       | мине              | сине            | аны             | бодайны         | кешене         |
| Местно-временной                  | миндә/миәрдә      | синдә/сиәрдә    | анда/аңарда     | бодайда         | кешедә         |
| Исходный                          | минән/миәрдән     | синән/сиәрдән   | анан/аңардан    | бодайдан        | кешедән        |

В таныпском говоре образование имён существительных характеризуется обилием словообразовательных аффиксов, из которых продуктивными являются -лык/-лек, -нык/-нек, -дык/-дек, -тык/-тек. Аффикс -шык/-чек является непрдуктивным и образует существительное и прилагательное со значением физического недостатка.

### Лексика
В таныпском говоре башкирского языка употребляются в основном общие с современным литературным языком слова, при этом говор имеет целый ряд лексических, семантических диалектизмов и заимствованную лексику (арабизмы, русизмы, фарсизмы и другие).
Таныпский говор связан с говорами южного диалекта башкирского языка на уровне древних слоёв лексики.